# Mujer con gato (van Dongen)
Mujer con gato es una pintura al óleo sobre lienzo de 1908 del pintor fauvista franco-holandés Kees van Dongen. Representa a una mujer sosteniendo un gato negro grande en sus brazos, estirado posando sus patas delanteras en sus hombros. Sobre un fondo liso azul lavanda, Van Dongen utiliza colores complementarios de rojo y verde para lograr un efecto impactante. La pintura fue comprada en 1961 por Margaret y Harry Lynde Bradley de Sammy Chalom Royale Décoration en París, Francia. La Sra. Bradley donó la obra al Centro de Arte de Milwaukee en 1975. Actualmente forma parte de la Colección de la Sra. Harry L. Bradley en el Museo de Arte de Milwaukee.